# جیده
جیده (به ترکی استانبولی: Cide) یک منطقهٔ مسکونی در ترکیه است که در استان قسطمونی واقع شده‌است. جیده ۴۰۳ متر بالاتر از سطح دریا واقع شده‌است.